# MOS Technology 6502

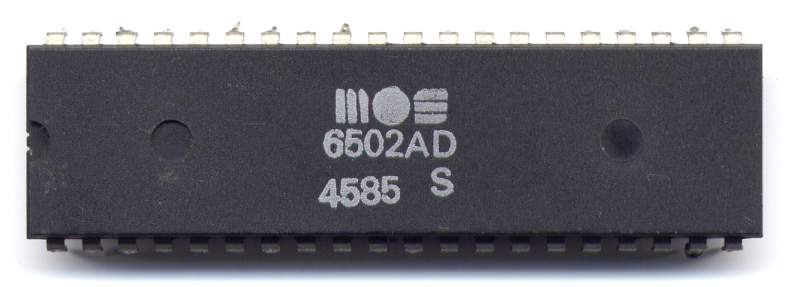
Procesor MOS 6502 w obudowie DIL-40

MOS Technology 6502 – 8-bitowy mikroprocesor firmy MOS Technology.

## Opis

Schemat wyprowadzeń układu MOS 6502

Mikroprocesor MOS 6502 był szeroko wykorzystywany w latach 80. XX wieku do budowy komputerów domowych (np. Apple II). Charakterystyka:
- 8-bitowa szyna danych
- 16-bitowa szyna adresowa (przestrzeń adresowa o wielkości 64 KiB = 65536 B)
- Taktowany zegarem o częstotliwości 1 MHz (odmiany A i B – od 2 do 3 MHz)
- Najkrótszy cykl rozkazowy: 2 takty zegara, najdłuższy – 7, przeciętny dostęp do pamięci (odczyt lub zapis): 4 takty (3 w przypadku strony zerowej)
- 56 rozkazów, 13 trybów adresowania

Wewnętrznie mikroprocesor zawiera tylko 3 rejestry 8-bitowe dostępne bezpośrednio dla programisty:
- A – akumulator
- X, Y – indeksowe rejestry adresowe

Nie jest to jednak dużą wadą, ze względu na istnienie specjalnego trybu adresowania pamięci (tzw. adresowanie strony zerowej), w którym początkowe 256 bajty pamięci RAM mogły być wykorzystane prawie jak rejestry wewnętrzne. Reszta pamięci adresowana jest przy użyciu większości z 13 trybów adresowania, zarówno pośrednich (przez adresy na stronie zerowej) jak i absolutnych (w tym indeksowanych).
MOS 6502 w odróżnieniu od swojego konkurenta Z80 nie ma specjalnych rozkazów do obsługi urządzeń wejścia-wyjścia. Obszar stosu zaimplementowano za pomocą 8-bitowego rejestru stosu (SP), odwołującego się wyłącznie do pierwszej strony pamięci (adresy od 0x100 do 0x1ff).

## Wersje
Mikroprocesor MOS 6502 był pierwszym modelem "rodziny". Oprócz niego firma MOS Technology zaprojektowała i wprowadziła na rynek inne modele wstecznie zgodne z pierwszym modelem:
- 6502C „Sally” (nie należy jej mylić z MOS 65C02 a także z również nazwanym 6502C modelem mogącym pracować z częstotliwością 4 MHz) — wersja 6502 różniąca się od oryginału obecnością dodatkowego wyprowadzenia HLT stosowana w 8-bitowych komputerach Atari począwszy od wersji XL (według niektórych źródeł obecna także w ostatnich seriach Atari 400/800). Wyprowadzenie HLT służyło temu, aby układ ANTIC odpowiedzialny za generowanie obrazu mógł wstrzymać pracę procesora w momencie pobierania danych z pamięci obrazu (celem było uniknięcie konfliktów na linii adresowej). Wcześniej za wstrzymywanie pracy procesora odpowiadał zestaw 4 układów scalonych[1];
- MOS 6510;
- MOS 65C02 – wersja CMOS procesora, w której poprawiono parę błędów i dodano kilka nowych rozkazów i trybów adresowania; cechą charakterystyczną tej konstrukcji w przeciwieństwie do 6502, 6502C i 6510 była eliminacja nieudokumentowanych rozkazów (kody rozkazów procesora, które nie były obecne w oficjalnej liście rozkazów, a które powodowały wykonanie jakiegoś działania przez procesor) — podanie takiego kodu odtąd powodowało, że procesor nie podejmował żadnych działań, a w celu minimalizacji błędów działania programów zachowano długość rozkazu (wraz z operandami) oraz czas jego wykonania (tzn. jeśli dany rozkaz nieudokumentowany po swoim kodzie zawierał operand o długości 1 bajta a wykonanie tego rozkazu trwało 5 cykli zegara, to 65C02 po wczytaniu kodu nic nie robił, ale przechodził do wykonania rozkazu po tym operandzie i czekał 5 cykli).

## Obliczenia
Mikroprocesor 6502 mógł wykonywać m.in. takie instrukcje jak dodawanie oraz odejmowanie, nie był jednak wyposażony w instrukcje dzielenia i mnożenia.

## Komputery używające procesora 6502
- Atari:
  - Atari 400/800 oraz serie: XL, XE: 1,792 MHz (NTSC) – 1,77 MHz (wersja PAL)
- Polski komputer medyczny Neptune 184
- Commodore:
  - Commodore PET
  - Commodore VIC-20
- Apple
  - Apple I
  - Apple II
  - Apple III

## Konsole używające procesora 6502
- Nintendo Entertainment System (a także jego klon – Pegasus)
- Atari Lynx – procesor 65C02 był częścią kości Mikey